# Trichocomaceae
I Trichocomaceae sono una famiglia di funghi dell'ordine Eurotiales.
I funghi di questa famiglia sono saprofagi, con strategie di colonizzazioni aggressive; sono adattabili a condizioni ambientali estreme. La famiglia è cosmopolita, e i suoi membri sono molto diffusi nel suolo.
Il genere tipo è Trichocoma.